# Atractocarpus merikin
Atractocarpus merikin är en måreväxtart som först beskrevs av Frederick Manson Bailey, och fick sitt nu gällande namn av Christopher Francis Puttock. Atractocarpus merikin ingår i släktet Atractocarpus och familjen måreväxter. Inga underarter finns listade i Catalogue of Life.